# XXe corps (Empire ottoman)
Pour les articles homonymes, voir 20e corps d'armée.
Le XXe corps ottoman (en turc : 20 nci Kolordu, Yirminci Kolordu) ) est une unité militaire de l'armée ottomane ayant combattu pendant la Première Guerre mondiale en Orient. Créé en 1916, il est engagé sur le front des Balkans (1916-1917). Plusieurs fois réorganisé avec d'autres unités, il participe à la campagne de Palestine et Syrie (1917-1918). Ses derniers éléments sont rapatriés en Anatolie pour être dissous en 1918-1920.

## Front des Balkans

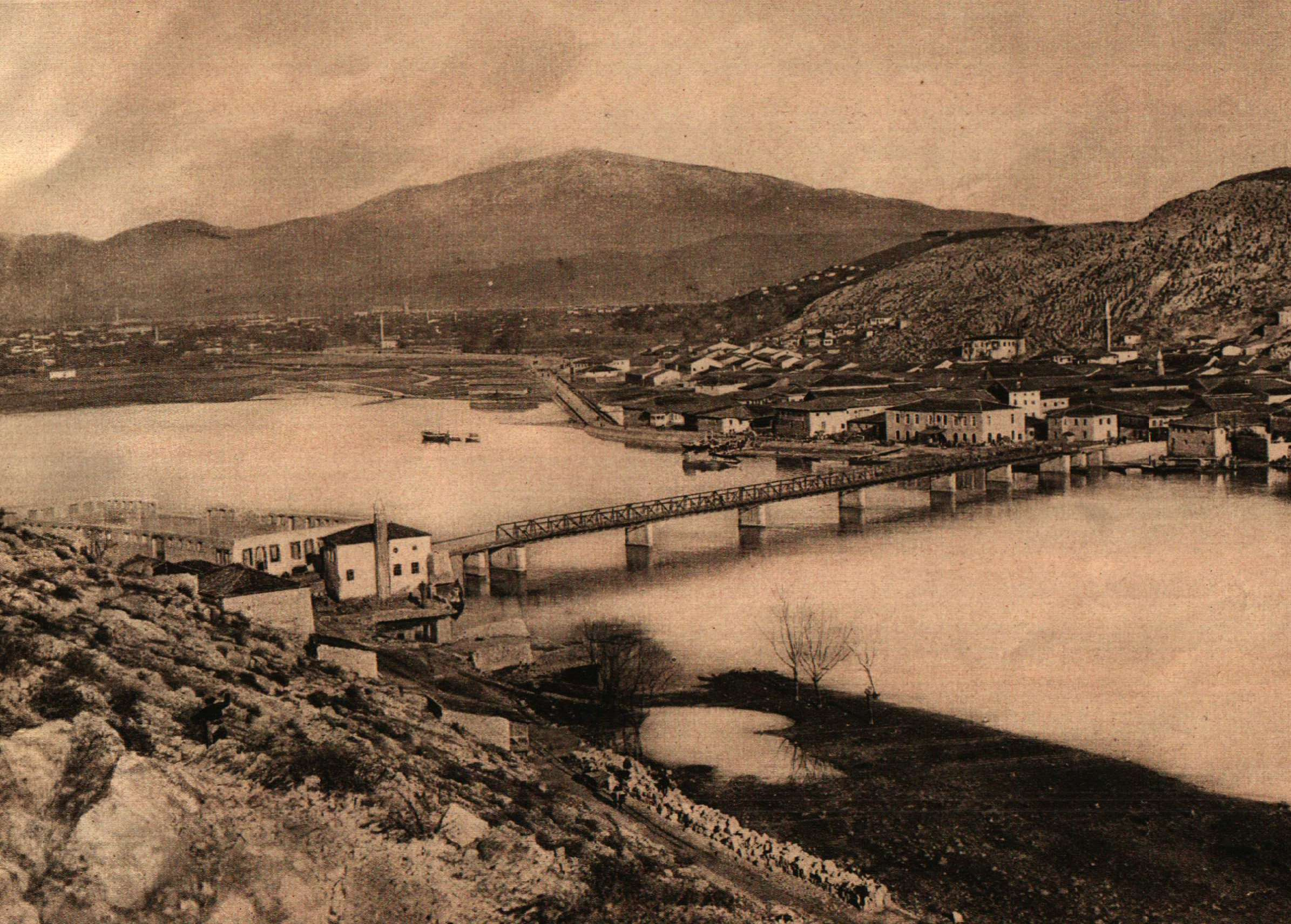
Front de Macédoine en 1916, archives bulgares

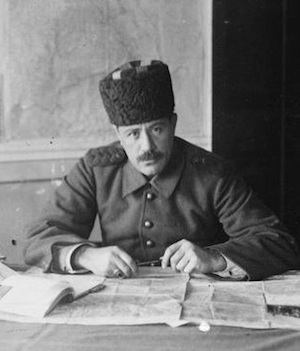
Abdülkerim Pacha

En octobre et novembre 1916, deux divisions d'infanterie ottomanes, les 50e et 46e, sont envoyées en Macédoine. En décembre, elles forment le XXe corps d'armée sous le commandement d'Abdülkerim Pacha, rattaché au groupe d'armées germano-bulgare. Ce corps occupe une petite longueur de front sur le Strymon face au XVIe corps (en) de l'armée britannique de Salonique (en) et à quelques troupes françaises de l'armée d'Orient. Il est relativement peu actif pendant l'hiver 1916-1917 mais permet à l'Empire ottoman de montrer sa solidarité avec les Empires centraux. En même temps, le retour des forces ottomanes dans une ancienne province ottomane d'où elles avaient été chassées pendant les guerres balkaniques de 1912-1913 constitue un succès pour la propagande intérieure du régime des Jeunes-Turcs. En avril 1917, le XXe corps est retiré du front des Balkans pour faire face à la menace de l'avance britannique en Mésopotamie et Palestine.
En décembre 1916, le XXe corps comprend les unités suivantes :
- 46e division (Mahmut Bey)
  - 144e, 145e et 146e régiments d'infanterie
  - 46e régiment d'artillerie
- 50e division (Şükrü Naili Bey (en))
  - 157e, 158e et 169e régiments d'infanterie
  - 50e régiment d'artillerie

## Front de Palestine et Syrie

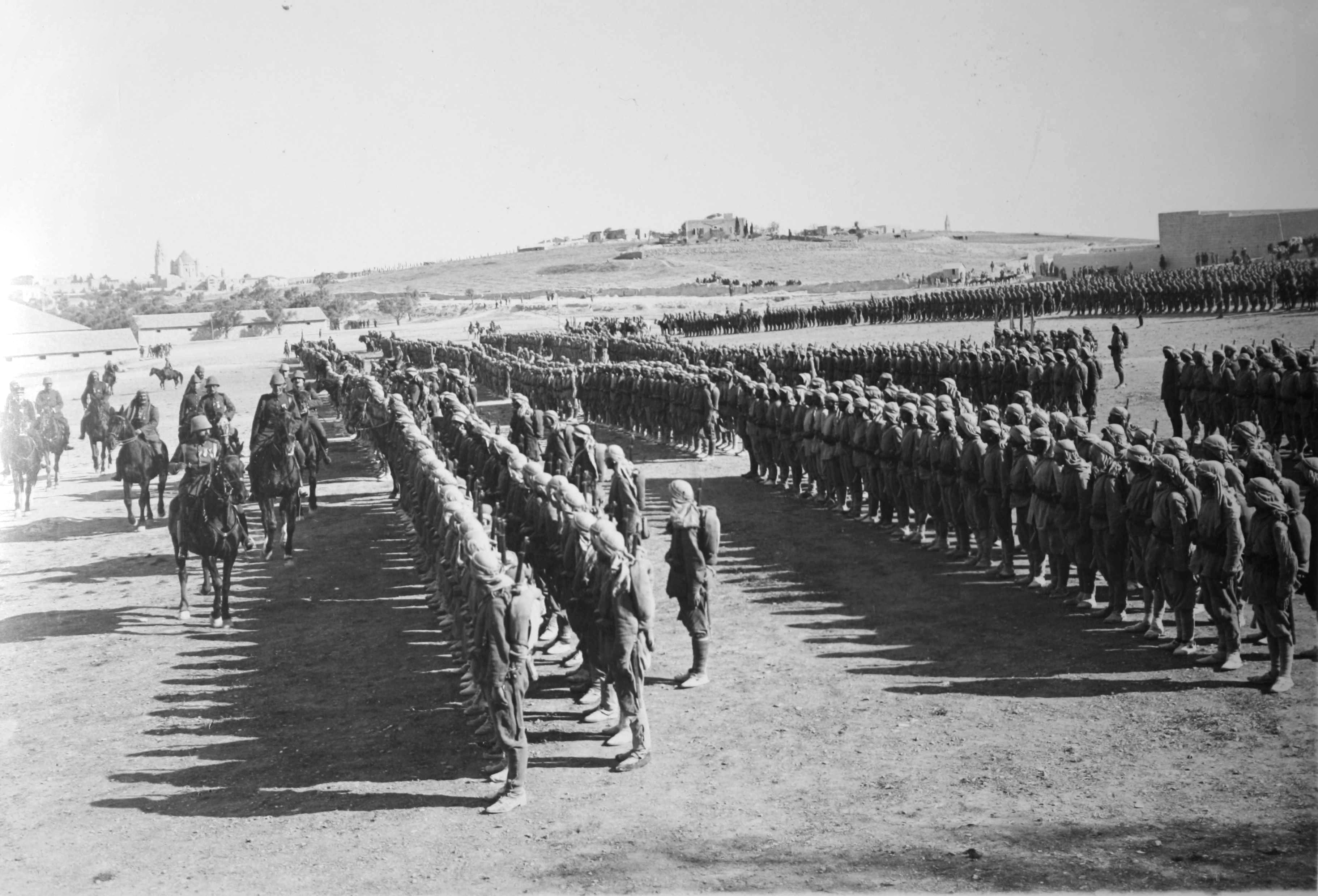
Soldats ottomans sur le front de Palestine

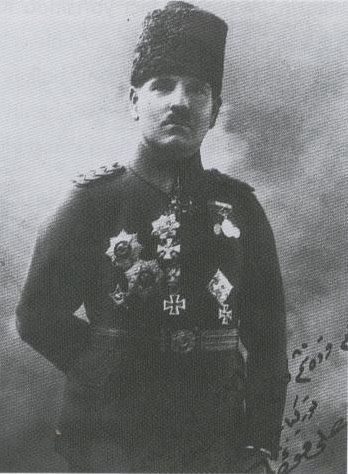
Ali Fouad Pacha

En 1917, le XXe corps, réorganisé avec de nouvelles divisions, est rattaché à la 7e armée, partie du Groupe d'armées Yildirim (en), et engagé sur le front de Palestine. Commandé par Ali Fouad Pacha, il participe à la bataille de Jérusalem (novembre-décembre 1917) puis à celle de Megiddo (septembre 1918) où il est en grande partie détruit. Ses éléments se replient vers Damas, puis Alep. Il comprend les unités suivantes :
Août 1917
- 16e division
- 54e division

Novembre 1917
- 53e division
- 26e division
- 24e division
- 19e division

Mars-septembre 1918
- 53e division
- 26e division
  - 78e et 153e régiments d'infanterie
- 27e division[2]

## Rapatriement et dissolution
Après l'armistice de Moudros (30 octobre 1918), les forces ottomanes se retirent en Anatolie pour être démobilisées. Le XXe corps comprend alors les divisions suivantes :
Novembre 1918
- 1re division
- 43e division

Janvier 1919
- 23e division à Afyon (vilayet de Hüdavendigâr)
  - 3e, 58e et 143e régiments d'infanterie
- 24e division à Ereğli (vilayet de Konya)
  - 69e, 89e et 159e régiments d'infanterie

## Commandants
- Abdülkerim Pacha du 20 novembre 1916 au 1er mai 1917
- Ali Fouad Pacha du 30 juin 1917 au 26 juin 1920

## Sources et bibliographie
- (en) Cet article est partiellement ou en totalité issu de l’article de Wikipédia en anglais intitulé « XV Corps (Ottoman Empire) » (voir la liste des auteurs) dans sa version du 2 juillet 2017.
- (en) John Horne (édt.), A companion to World War I, Chichester, West Sussex Malden, MA, Wiley-Blackwell, 2012, 696 p. (ISBN 978-1-119-96870-2, OCLC 919694131, lire en ligne)
- (en) Edward J. Erickson, Palestine : the Ottoman campaigns of 1914-1918, Barnsley, South Yorkshire, Pen & Sword Military, 2016, 230 p. (ISBN 978-1-4738-2737-0, OCLC 963785180, lire en ligne)